# 17 Большого Пса
17 Большого Пса (лат. 17 Canis Majoris), HD 51055 — двойная звезда в созвездии Большого Пса на расстоянии приблизительно 612 световых лет (около 188 парсеков) от Солнца. Видимая звёздная величина звезды — +5,792m.

## Характеристики
Первый компонент — белая звезда спектрального класса A2V. Масса — около 2,84 солнечных, радиус — около 4,9 солнечных, светимость — около 126 солнечных. Эффективная температура — около 8872 К.
Второй компонент удалён на 42,9 угловых секунд.